# Calçada del llac Pontchartrain
La calçada del llac Pontchartrain, també conegut simplement com The Causeway (la Calçada), consisteix en dos ponts paral·lels que travessen el llac Pontchartrain, al sud de Louisiana. El més llarg d'ells també és el més llarg del món sobre l'aigua, arribant a mesurar 38,42 km (23.87 milles).
Des de 1969, va ser catalogat per Guinness World Records com el pont més llarg sobre l'aigua del món; l'any 2011, en resposta a l'obertura del pont de la badia de Jiaozhou, el més llarg a la Xina, els Guinness World Records van crear dues categories per als ponts sobre l'aigua: longituds contínues i agregades sobre l'aigua. Aleshores, el Lake Pontchartrain Causeway es va convertir en el pont més llarg sobre l'aigua (continu), mentre que el pont de la badia de Jiaozhou va ser el pont més llarg aigua (agregat).
Els ponts són suportats per unes 9.500 pilones de formigó. Com a obra d'enginyeria, destaca per les dues seccions basculants que s'eleven per facilitar la navegació pel llac malgrat el pont i que estan situades a 13 km al sud de la costa nord. L'extrem sud de la calçada és a Metairie (Louisiana), un barri de Nova Orleans. L'extrem nord és a Mandeville (Louisiana).

## Història
La idea d'un pont que travessés el llac Pontchartrain es remunta a principis del segle xix, amb Bernard de Marigny: el fundador de Mandeville. Aquest va començar amb un servei de ferris que va seguir posteriorment operant a mitjans de la dècada de 1930. Als anys 1920, es va exigir la creació d'illes artificials que serien connectades per una sèrie de ponts. El finançament d'aquest pla es va obtenir de la venda d'immobles a les illes. La Calçada actual va començar a prendre forma en 1948, quan la Legislatura de Louisiana va crear el que ara és la Comissió de la Calçada o Causeway Commission. La Louisiana Bridge Company es va formar per construir el pont, que al seu torn va nomenar James E. Walters Sr. per dirigir el projecte. Ernest M. Loëb va ser assistit pel seu nebot, Ernest M. Loëb III, president d'Ernest M. Loëb & Company per planificar la construcció del pont

Vista per satèl·lit. A l'esquerra es pot veure el pont del pantà de Manchac.

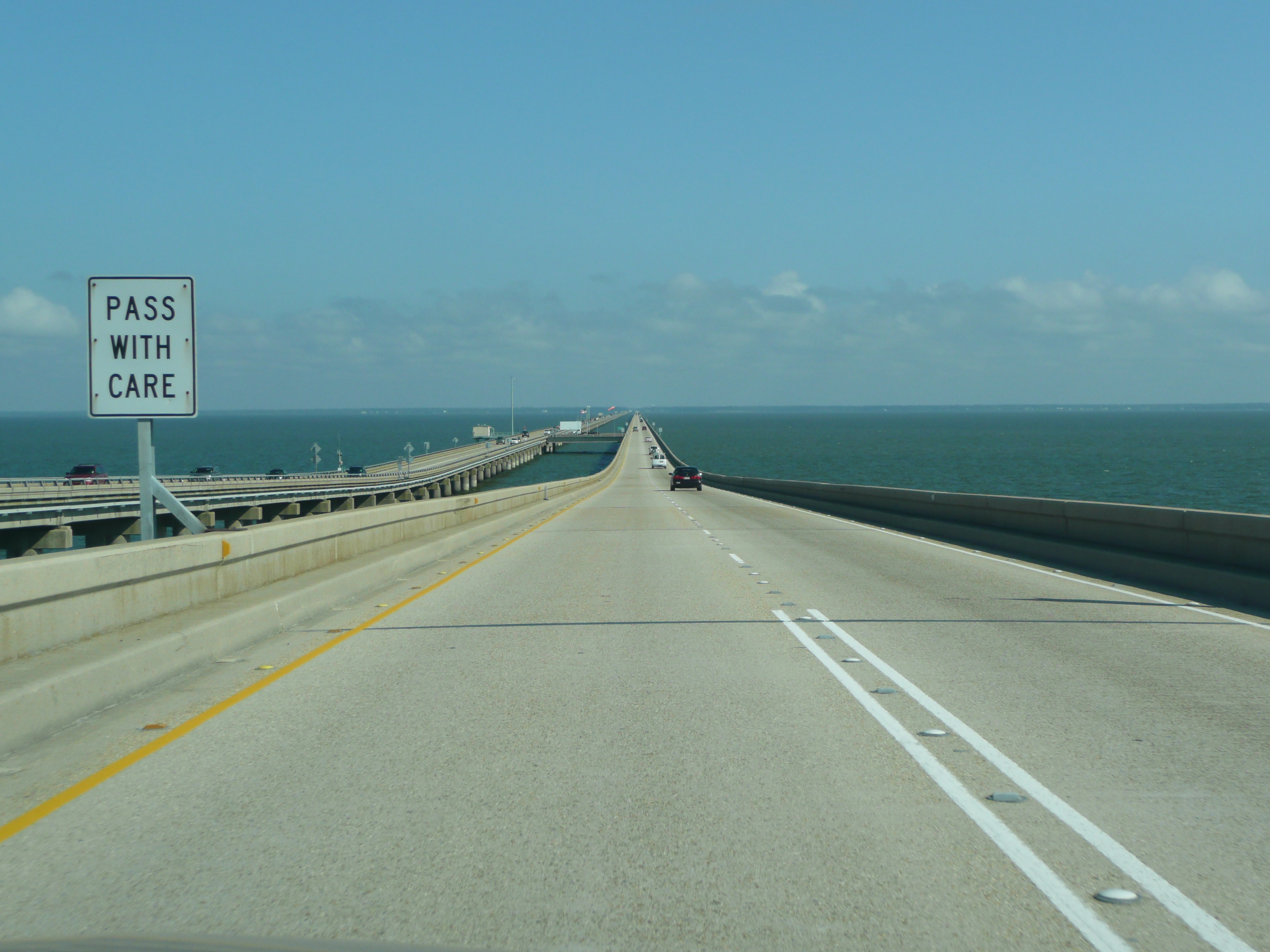
En direcció nord pel Lake Pontchartrain Causeway

El projecte original de la Calçada consistia en un vial de dos carrils sostingut sobre l'aigua per pilars de formigó que va ser inaugurat a 1956 amb un cost de 30,7 milions de dòlars. Un segon vial amb dos carrils més i paral·lel al primer es va obrir al trànsit rodat el 10 de maig de 1969 amb un cost de 26 milions de dòlars, donant-se la circumstància que aquest segon és 15 metres més llarg que el primer. La Calçada sempre ha estat un pont de peatge. Fins 1999, es cobrava per travessar el pont en qualsevol dels dos sentits, però aquell any per eliminar la congestió viària que es produïa a la costa sud del llac (on està ubicada la ciutat de Nova Orleans) es va decidir suprimir el peatge del pont al sentit nord. Des d'aquell moment, l'únic peatge cobrat a la Calçada va ser el del sentit sud i va quedar fixat en 3 dòlars. L'any 2017, es va augmentar el peatge per finançar millores de seguretat al pont. El peatge va canviar de 3,00 $ amb efectiu i 2,00 $ amb una etiqueta de peatge a 5,00 $ amb efectiu i 3,00 $ amb una etiqueta de peatge.
La inauguració de la Calçada va augmentar la riquesa de les petites comunitats de la costa nord, reduint el temps de conducció cap a Nova Orleans fins a 50 minuts, apropant així la costa nord cap a l'àrea metropolitana de Nova Orleans. Abans de la Calçada, els residents de la Parròquia de S. Tammany havien d'envoltar el llac, bé pel costat est pel Pont Rigolets a la U.S. Ruta 90 prop de Slidell (Luisiana), bé pel costat oest per la U.S. Ruta 51 a través de Manchac.
El 16 de juny de 1964, sis persones van morir quan les barcasses van trencar un buit al pont i un autobús es va enfonsar al llac.

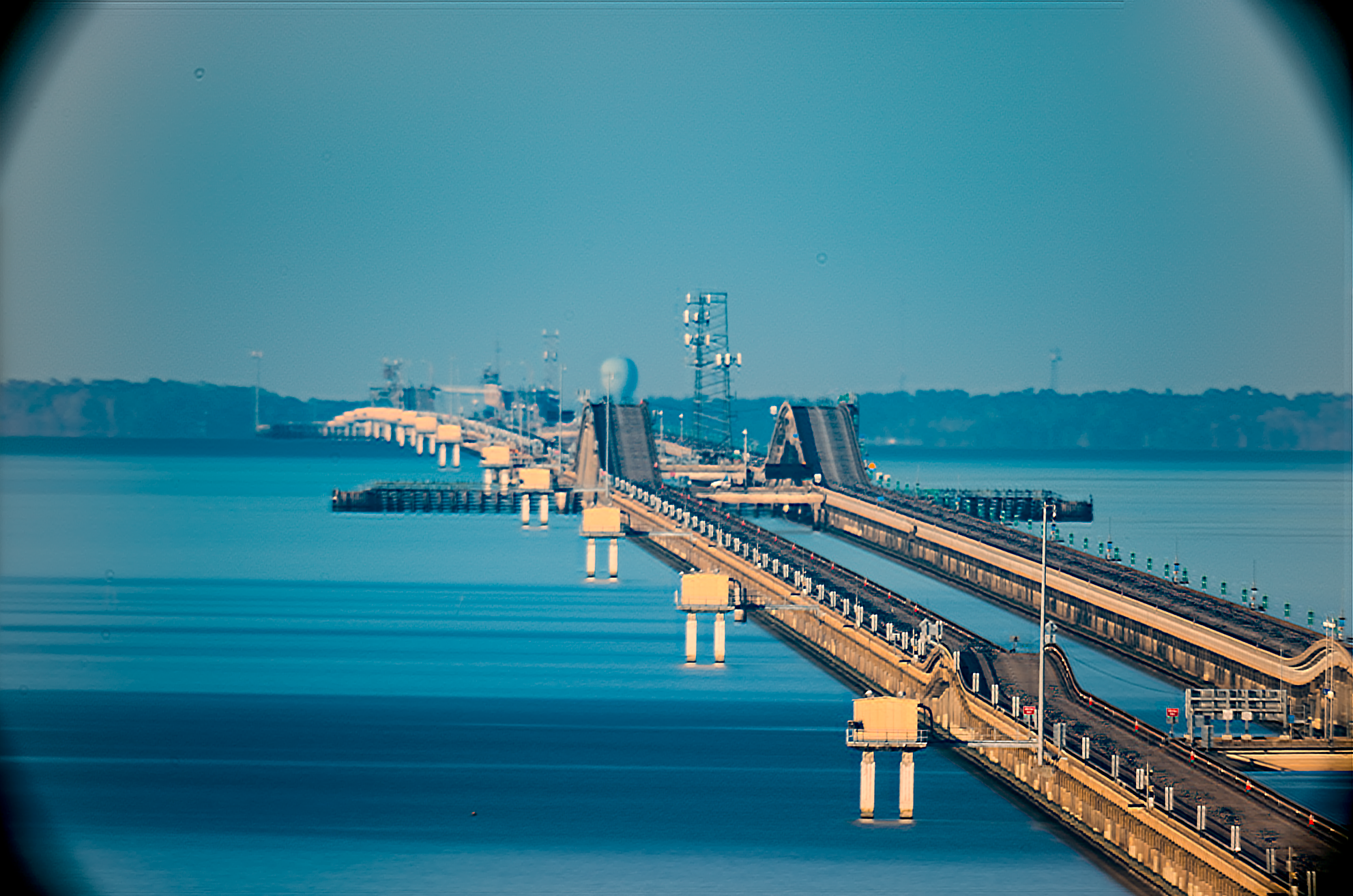
Aquesta foto de la calçada del llac Pontchartrain demostra la curvatura de la Terra.

Després del Huracà Katrina el 29 d'agost de 2005, els vídeos gravats mostren els danys al pont, però aquests es van produir majoritàriament en la volta menys usada en el vell arc en direcció sud. Els fonaments de l'estructura romanen intactes. Les calçades mai no han patit danys de cap mena a causa d'huracans o altres fenòmens naturals. Amb el Pont d'Arc Besson I-10 àmpliament danyat, la Calçada es va fer servir com a ruta principal per als equips de recuperació que van romandre en terres altes al nord per entrar a Nova Orleans. La Calçada es va reobrir, en primer lloc, per a tràfic d'emergències i després per al públic en general, sent suspès el peatge, el 9 de setembre de 2005. El peatge va ser reinstaurat a mitjans d'octubre.

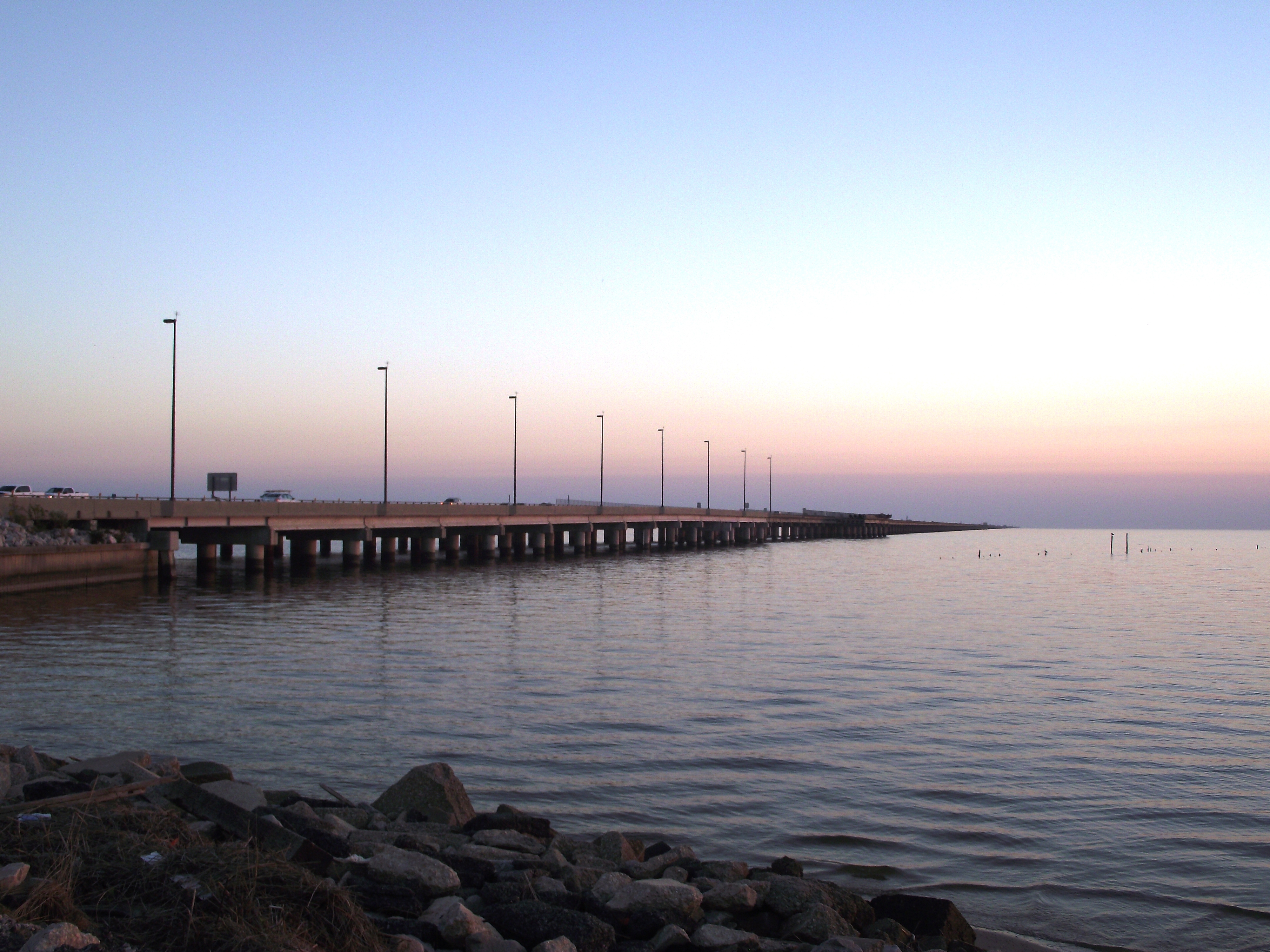
Lake Pontchartrain Causeway en direcció sud

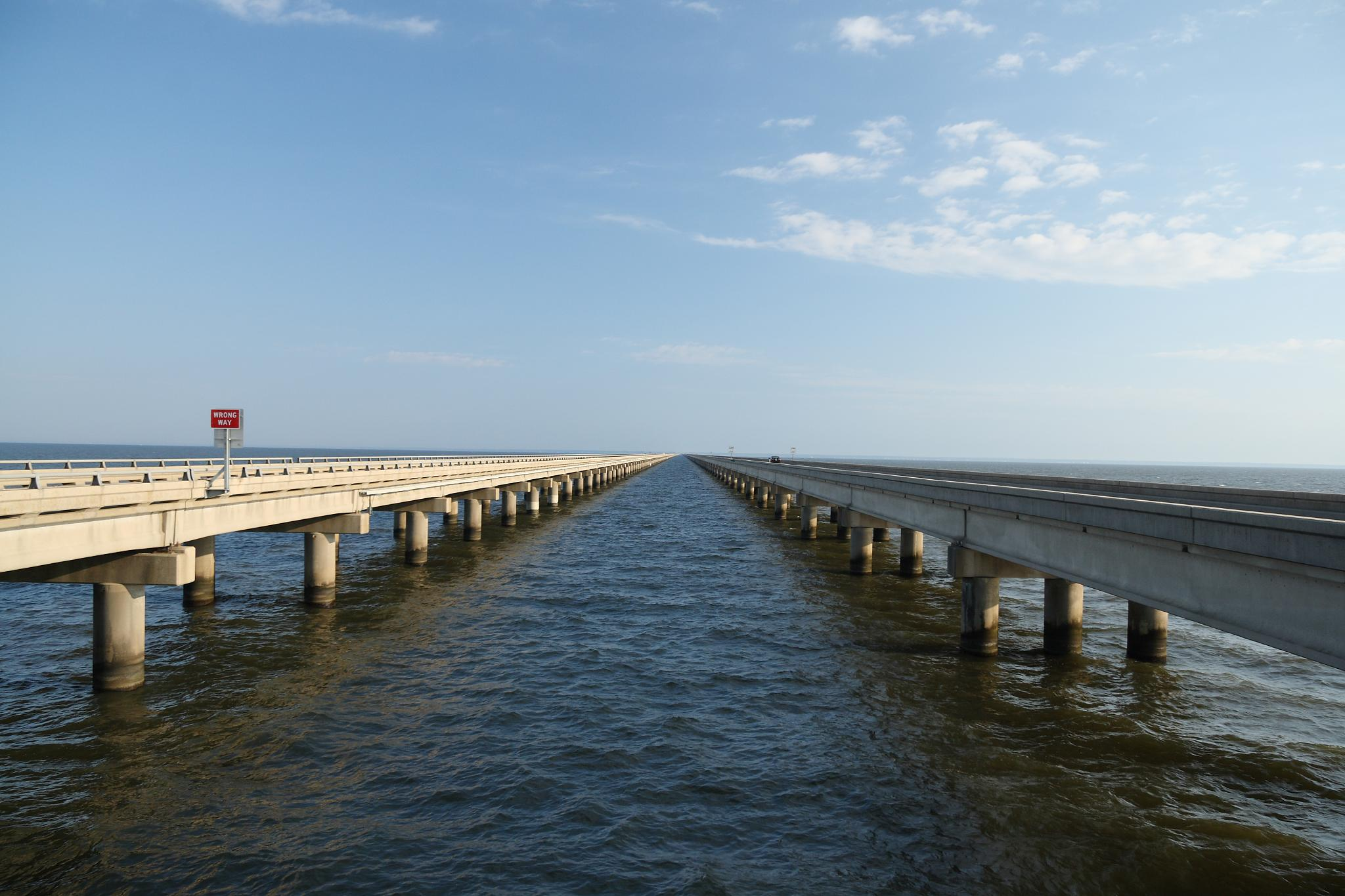
Calçada del llac Pontchartrain

El pont va ser designat com a Fita històric nacional d'enginyeria civil per l'American Society of Civil Engineers (Societat Estatunidenca d'Enginyers Civils) el 2013.
El Lake Pontchartrain Causeway és un dels set trams d'autopistes de Louisiana amb una longitud total de 8 km o més. Els altres són, per ordre del més llarg al més curt, el pont Manchac Swamp a la I-55, el pont Atchafalaya Basin a la I-10, el pont Louisiana Highway 1, el pont Bonnet Carré Spillway a la I-10, el pont Chacahoula Swamp a US 90, el Llac Pontchartrain Twin Spans a la I-10 i el LaBranche Wetlands Bridge a la I-310. El pont de Maestri s'acosta, però queda curt en dues dècimes de milla a aproximadament 7,7 km en longitud total. Louisiana també acull el pont de Pontchartrain del llac sud de Norfolk, que a 9,3 km és un dels ponts ferroviaris més llargs dels Estats Units.
L'extrem sud del pont del pantà de Manchac (a l'extrem occidental del llac Pontchartrain) és l'extrem occidental del pont d'abocament de l'I-10 Bonnet Carré (a l'extrem sud-oest del llac Pontchartrain), i l'extrem nord del pont de les zones humides de LaBranche és l'extrem oriental del pont de l'abocador de la I-10 Bonnet Carré; així que aquests tres ponts, pel seu nom, són de fet un pont contigu. La distància total de conducció en una carretera elevada contínua és de més de 61 km.

## Accidents importants d'embarcacions
La Calçada ha estat copejada per embarcacions en tres ocasions, causant danys estructurals donant com a resultat l'enfonsament de porcions de la via.
- 17 de gener de 1960, una embarcació buida va colpejar el pont en un dia d'intensa boira matutina. Dos dels ulls de 52 peus de la Calçada es van enfonsar i un tercer va resultar malmès. No hi va haver víctimes mortals.
- 16 de juny de 1964, dues barcasses van xocar contra el pont causant l'enfonsament de quatre dels seus ulls i motivant alhora que un autobús de l'empresa Continental Trailways caigués al llac i 6 dels seus passatgers morissin ofegats.[17]
- 1 d'agost de 1974, diverses embarcacions van xocar contra el nou ull en direcció nord, enfonsant-se diversos ulls i fent caure diversos vehicles a l'aigua, resultant mortes tres persones.

## Limitació de velocitat
Amb un trànsit de 43000 vehicles/dia, tots dos carrils estan sotmesos a un límit de velocitat màxima de 65 milles/hora durant el dia, excloent boira, pluja o fortes ratxes de vent. Aquest límit va ser incrementat des del de 55 milles/hora l'any 2004 per augmentar la seguretat al carril i reduir el temps de conducció en 4 minuts. Tot i això, el carril en direcció sud es veu qüestionat sobre la línia de visió a la nit en les ascensions del carril, requerint un límit de velocitat de 55 milles/hora sobre els monticles. La Causeway Commission està estudiant el cost d'enllumenar les pujades al carril en direcció sud i possiblement en direcció nord.

## Plans sobre un tercer carril

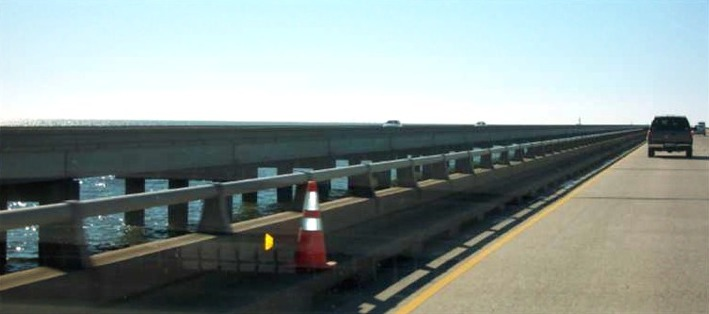
En direcció sud cap a Nova Orleans.

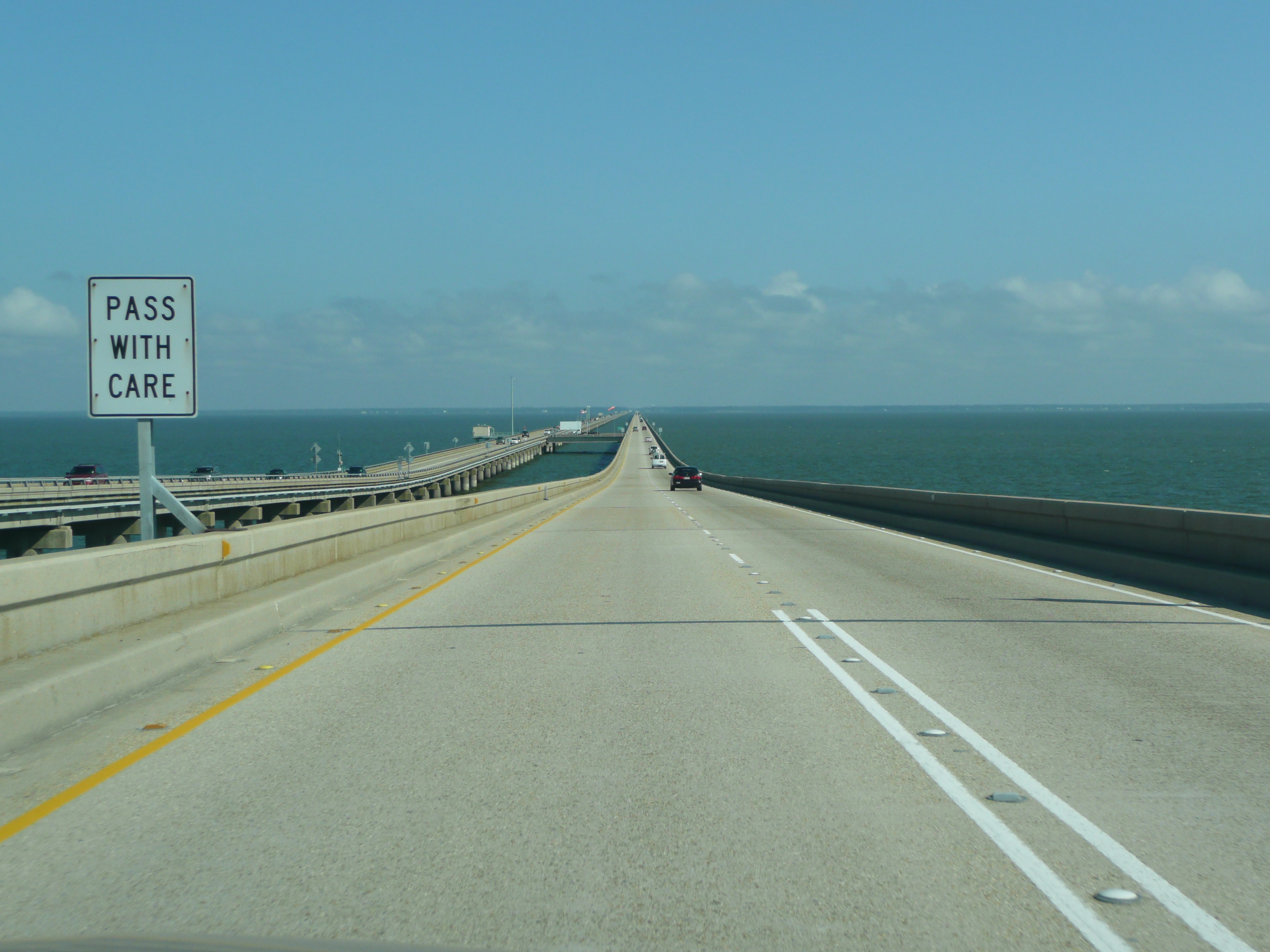
En direcció nord

L'any 2002, la Causeway Commission va plantejar la construcció d'un tercer carril, abans de decidir en última instància renovar els ja existents, ja que els estudis mostraven que el creixement del trànsit s'estabilitzava. S'estimava el cost de la construcció en 400 milions de dòlars, cosa que per a l'any 2006 va arribar a 800-900 milions. Entre les seqüeles de l'huracà Katrina, el trànsit ha crescut a 40.000 vehicles per dia pel fet que la població de les parròquies de la costa nord s'ha incrementat ràpidament. Un estudi de l'any 1992 sobre el trànsit va predir que la capacitat de trànsit dels carrils actuals s'excediria el 2007; una estimació que es va revisar posteriorment i es va avançar a una data més immediata i quedaria inútil pels desplaçaments de població relacionats amb l'huracà Katrina.
A principis de març del 2006, el director general Robert Lambert va agrair que la Comissió reconsiderés el pla sobre un tercer carril. Lambert va al·ludir a l'increment del trànsit i la necessitat de millors rutes d'evacuació cap al nord com a raons principals per tornar a examinar la necessitat d'un nou carril. Aquest es trobaria a l'est del que actualment porta cap al nord i inclouria dos carrils per viatjar i un complet voral a la dreta. L'actual carril en direcció sud també s'acomodaria amb un voral complet. Així doncs, el carril cap al nord seria utilitzat com un carril amb calçada reversible amb voral complet, per alleujar les hores puntes de circulació.

### Polèmicadels rècords Guinness
Durant dècades el Lake Pontchartrain Causeway va ser catalogat pel Guinness World Records com el pont sobre l'aigua més llarg del món. El juliol de 2011, el pont de la badia de Jiaozhou a la Xina va ser nomenat pel Guinness World Records com el «pont més llarg sobre l'aigua». En aquell moment hi va haver certa controvèrsia als Estats Units, ja que els partidaris de l'antic posseïdor del rècord, el Lake Pontchartrain Causeway, no estaven d'acord amb que el Guinness World Records no digués que la calçada era la més llarga. Els partidaris van fer aquesta afirmació basant-se en la seva pròpia definició, és a dir, la longitud d'un pont físicament sobre l'aigua i van concloure que la calçada del llac Pontchartrain abasta 38,28 km, i, per tant, era el més llarg. El pont de la badia de Jiaozhou només abasta aigua durant 25,9 km. No obstant això, Guinness World Records, utilitzant els criteris de mesura que incloïen estructures agregades, com ara ponts terrestres als extrems i un túnel submarí, va afirmar que el pont de la badia de Jiaozhou té 42,6 km de llarg. Després d'aquesta polèmica el juliol de 2011, Guinness World Records va crear dues categories per als ponts sobre l'aigua: longituds contínues i agregades sobre l'aigua. Lake Pontchartrain Causeway es va convertir llavors en el pont més llarg sobre l'aigua (continu), mentre que el pont de la badia de Jiaozhou es va convertir en el pont més llarg sobre l'aigua (agregat).